# 작은위흡혈박쥐
작은위흡혈박쥐(Megaderma spasma)는 위흡혈박쥐과에 속하는 박쥐의 일종이다. 서쪽의 스리랑카와 인도부터 동쪽의 인도네시아와 필리핀까지의 남아시아와 동남아시아에서 발견된다. 동굴과 나무 구멍 속에서 서식한다. 식충성 동물이다.